# (37104) 2000 UP99
2000 UP99 (asteroide 37104) é um asteroide da cintura principal. Possui uma excentricidade de 0.10750990 e uma inclinação de 5.58908º.
Este asteroide foi descoberto no dia 25 de outubro de 2000 por LINEAR em Socorro.